# Auguste Édouard Hippolyte Mortier
Pour les articles homonymes, voir Mortier.
Auguste Édouard Hippolyte Mortier (24 mars 1879 à Brignancourt - 1938) est un général français.

## Biographie
Le général Mortier commande le groupe des subdivisions et la place d'Avignon.

## Distinctions
- Croix de guerre 1914–1918
- Chevalier de l'ordre du Mérite agricole (2 mars 1926)
- Commandeur de la Légion d'honneur